# Hamlet (Indiana)
Hamlet é uma cidade  localizada no estado americano de Indiana, no Condado de Starke.

## Demografia
Segundo o censo americano de 2000, a sua população era de 820 habitantes.
Em 2006, foi estimada uma população de 770, um decréscimo de 50 (-6.1%).

## Geografia
De acordo com o United States Census Bureau tem uma área de
2,5 km², dos quais 2,5 km² cobertos por terra e 0,0 km² cobertos por água. Hamlet localiza-se a aproximadamente 221 m acima do nível do mar.

## Localidades na vizinhança
O diagrama seguinte representa as localidades num raio de 20 km ao redor de Hamlet.